# Joannes Palin
Joannes Palin (tidigare Palunander), född mars 1657 i Skeda socken, död 3 februari 1715 i Östra Ny socken, var en svensk präst i Östra Ny församling. Stamfader för adliga ätten Palin nr 2237

## Biografi
Joannes Palin föddes i mars 1657 på Skedagården i Skeda socken. Han var son till bonden Bengt Jönsson (1627–1703) som kom att bli bonde på Kärr i Kärna socken. Palin blev 5 juni 1680 student vid Uppsala universitet med namnet Palunander. Han var 1682-1689 musikstipendiat ("violist") under rector cantus Christian Zellinger. Palin prästvigdes 24 juni 1689 och blev 28 oktober 1698 kyrkoherde i Östra Ny församling. Palin avled 3 februari 1715 i Östra Ny socken.

### Familj
Palin gifte sig första gången 12 februari 1689 med Kerstin Wretander (1663–1703). Hon var dotter till kyrkoherde Nicolaus Haquini och Christina Wallerius i Malexanders socken. De fick tillsammans barnen Catharina (1689–1689), Maria (1690–1691),  Elisabeth (1690–1703), Samuel (född 1694), Christina (född 1696), Maria (född 1697), Helena (född 1699) och Nils (1701–1747).
Palin gifte sig andra gången 3 december 1703 med Maria Elisabeth Rosling (1682–1750). Hon var dotter till hauptmannen Olaus Rosling och Brita Persdotter (död 1719) på Stegeborg. De fick tillsammans barnen Catharina Christina (född 1704), Olaus (född 1705), Benedictus (1706–1707), Carolus (född 1708), Maria (född 1710), Margareta (1713–1747).